# Парадокс Алле
Парадо́кс Алле́, или парадо́кс Аллэ́, — термин, относящийся к теории рисков в экономической науке и теории принятия решений. Назван по имени лауреата премии памяти Альфреда Нобеля французского экономиста Мориса Алле (фр. Maurice Félix Charles Allais) и основан на его исследованиях.
Термин появился после выхода в свет статьи «Рациональное поведение человека перед лицом риска. Критика постулатов и аксиом американской школы».
Парадокс демонстрирует неприменимость теории максимизации ожидаемой полезности в реальных условиях риска и неопределённости. Автор с позиций математики демонстрирует, что реальный экономический агент не максимизирует ожидаемую полезность, а добивается максимальной надёжности.

## Эксперимент Алле
Алле провёл психологический эксперимент, описанный ниже, и получил парадоксальные результаты.
Индивидам предлагают выбор по одному решению из двух пар рискованных решений.
В первой паре были ситуация A, в которой есть 100 % уверенность получить выигрыш в 1 млн франков, и ситуация B, в которой имеется 10 % вероятность выигрыша в 5 млн франков, 89 % — в 1 млн франков и 1 % — не выиграть ничего.
Тем же индивидам предлагалось сделать выбор во второй паре между ситуацией C, в которой имеется 10 % вероятности выигрыша в 5 млн франков и 90 % не выиграть ничего, и ситуацией D, в которой 11 % составляет вероятность выигрыша в 1 млн франков и 89 % — не выиграть ничего.
Алле установил, что значительное большинство индивидов в этих условиях предпочтет выбор ситуации A в первой паре и ситуации C во второй. Этот результат воспринимался как парадоксальный. В рамках существовавшей гипотезы индивид, отдавший предпочтение выбору А в первой паре, должен выбрать ситуацию D во второй паре, а остановивший выбор на В должен во второй паре отдать предпочтение выбору С. Алле математически точно объяснил этот парадокс. Его основной вывод гласил, что рационально действующий агент предпочитает абсолютную надёжность.
Проблемой данного парадокса является то, что математическое ожидание первого выбора составляет A {\displaystyle 1} млн B {\displaystyle 0{,}89\times 1+0{,}10\times 5=1{,}39} млн. При этом в выборе C/D варианты дают следующее — для 10 % на 5 млн это {\displaystyle 0{,}1\times 5=0{,}5}млн (C), а для 11 % на 1 млн это {\displaystyle 0{,}11\times 1=0{,}11} млн (D). Очевидно, что нет ничего парадоксального в выборе варианта, который даже без расчёта кажется более выгодным. Таким образом, лишь после расчёта становится заметным, что за 1 % риска ожидаемый приз увеличивается на 390 тысяч франков при выборе B и C соответственно. Что, вкупе с совпадением цифр 1 % и 5 миллионов может показаться достаточным для парадоксальности. Или, иначе говоря, в первом случае мы берём 1 % риска потерять 1 млн и во втором 1 % потерять 1 миллион. Но применение математического аппарата показывает, что в первом случае мы за 1 % риска увеличиваем прибыль в 1,39 раз, а во втором более чем в 4,5 раза.
Для наглядности, можно попробовать привести варианты к общему знаменателю. Оставив первый выбор без изменений, посчитаем 11 % от 1 миллиона. Это 110 тысяч. {\displaystyle 0{,}89\times 1+0{,}10\times 5=1{,}39} млн. Таким образом мы получаем вариант C с 10 % вероятности выиграть 1,5 миллиона франков и 90 % не выиграть ничего, и вариант D, где 11 % составляет вероятность выигрыша в 1 млн франков и 89 % — не выиграть ничего. Таким образом С оказывается даже чуть менее математически обоснованным чем A, но всё ещё привлекает очевидностью возможности увеличить выигрыш в полтора раза за 1 % риска, что позволит нам говорить о парадоксе, если в первом случае испытуемый отказывается от риска, а во втором возьмёт на себя аналогичный, даже чуть с меньшей прибылью.

## Формализация вариантов выбора
Парадокс можно сформулировать в виде выбора между двумя вариантами, в каждом из которых с некоторой вероятностью достаётся та или иная сумма денег:
| Вариант A                                 | Вариант B                                 |
| ----------------------------------------- | ----------------------------------------- |
| 89 %: X 10 %: 1 миллион 1 %: 10 миллионов | 89 %: X 10 %: 2,5 миллион 1 %: ничего (0) |

Здесь X — неизвестная выбирающему сумма.
Какой выбор будет более оптимальным? Останется ли прежним результат, если «неизвестная сумма» X изменится от нуля до 100 миллионов?
Математическое ожидание в первом варианте равно {\displaystyle 0{,}89X+0{,}1\times 10^{6}+0{,}01\times 10^{7}=0{,}89X+2{,}0\cdot 10^{5}}, а во втором: {\displaystyle 0{,}89X+0{,}1\times 2{,}5\cdot 10^{6}+0{,}01\times 0=0{,}89X+2{,}5\cdot 10^{5}}, поэтому математически второй вариант B выгоднее независимо от значения X. Но люди боятся нулевого исхода в варианте B и поэтому чаще выбирают A. Однако если {\displaystyle X=0}, то психологический барьер устраняется, и большинство выбирает вариант B.

## Внешние ссылки
- Соловьев, Математика
- Новые подходы теории индивидуальных предпочтений и её следствия Сапир Ж.